# Hernando Tovar
Hernando Tovar (Girardot, 17 settembre 1937) è un ex calciatore colombiano, di ruolo centrocampista.

## Carriera
Vinse il campionato colombiano nel 1960 con l'Independiente Santa Fe, squadra con cui l'anno seguente disputò la Coppa Libertadores.
Con la nazionale colombiana prese parte al Mondiale del 1962.

## Palmarès

### Club

#### Competizioni nazionali
- Campionato colombiano: 2

Santa Fe: 1958, 1960